# Série 40 SNCB
La série 40, à l'origine type 630 est un type d'autorail de la Société nationale des chemins de fer belges (SNCB) formant une petite série de 7 autorails construits par la SNCB. Ils se composent d'une motrice - fourgon, d'une remorque intermédiaire (qui en fait est une voiture M3) et d'une voiture pilote dérivée également des M3. 
L'idée était de disposer d'autorails de grande capacité pour remplacer ceux de la génération précédente (types 652 à 656).

## Histoire
- En 1957, la SNCB construit un prototype sur base d'éléments existants : deux voitures métalliques prototypes de la série M2 sont attelées à une motrice-fourgon hébergeant deux moteurs SEM identiques à ceux des AR 43.

- Les essais étant fructueux, six autres exemplaires en sont dérivés. Ils diffèrent de l'exemplaire de présérie par les parois externes non rainurées des deux remorques (identiques aux M3 de série).

- Ils commencent leur carrière sur la relation Lille - Tourcoing - Mouscron - Courtrai et les autres relations associées au dépôt de Courtrai.

- En 1984, ils sont retirés du service à l'occasion du plan IC-IR qui restructure en profondeur l'offre voyageur de la SNCB.

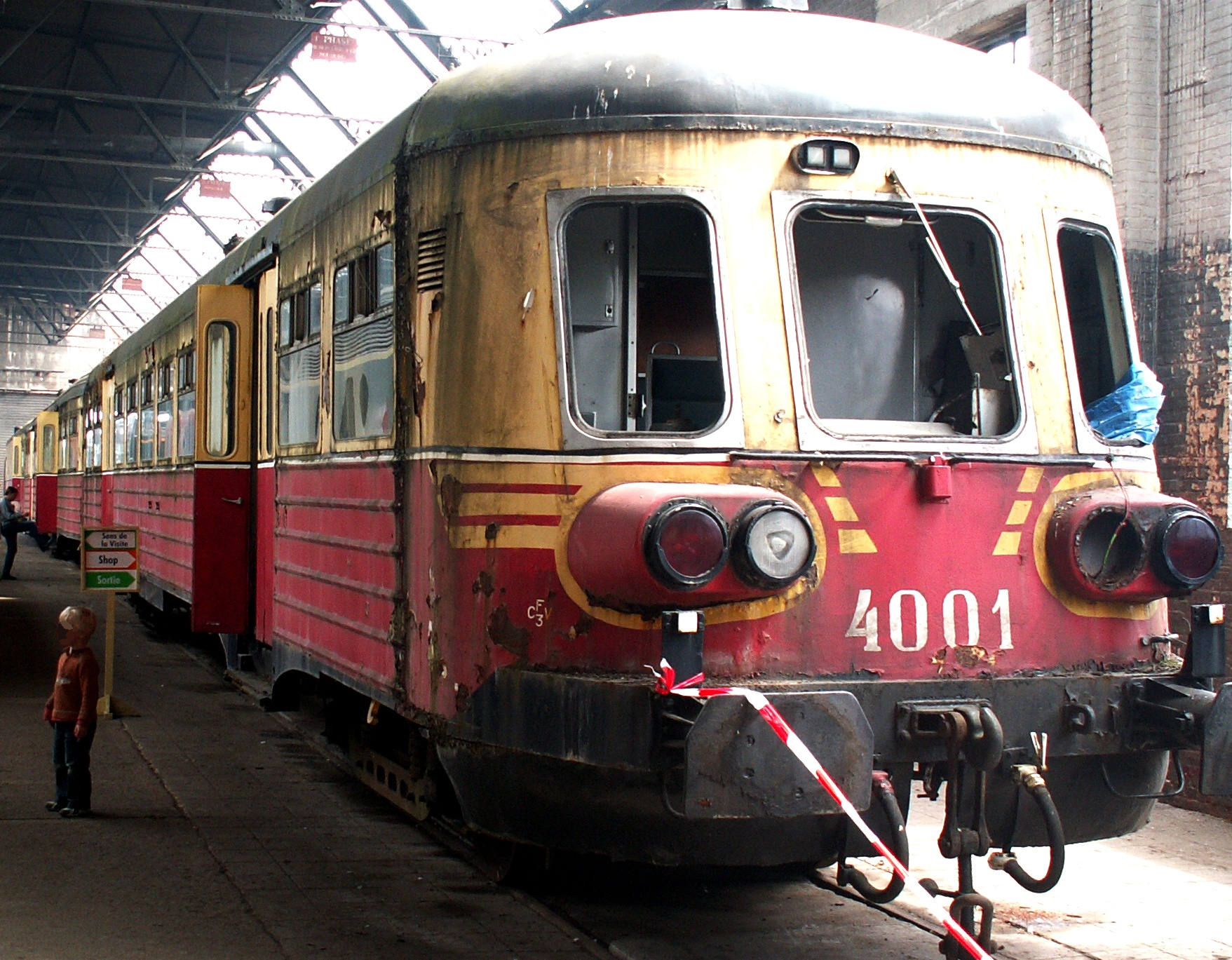
L'autorail 4001, récupéré en piteux état par le PFT.
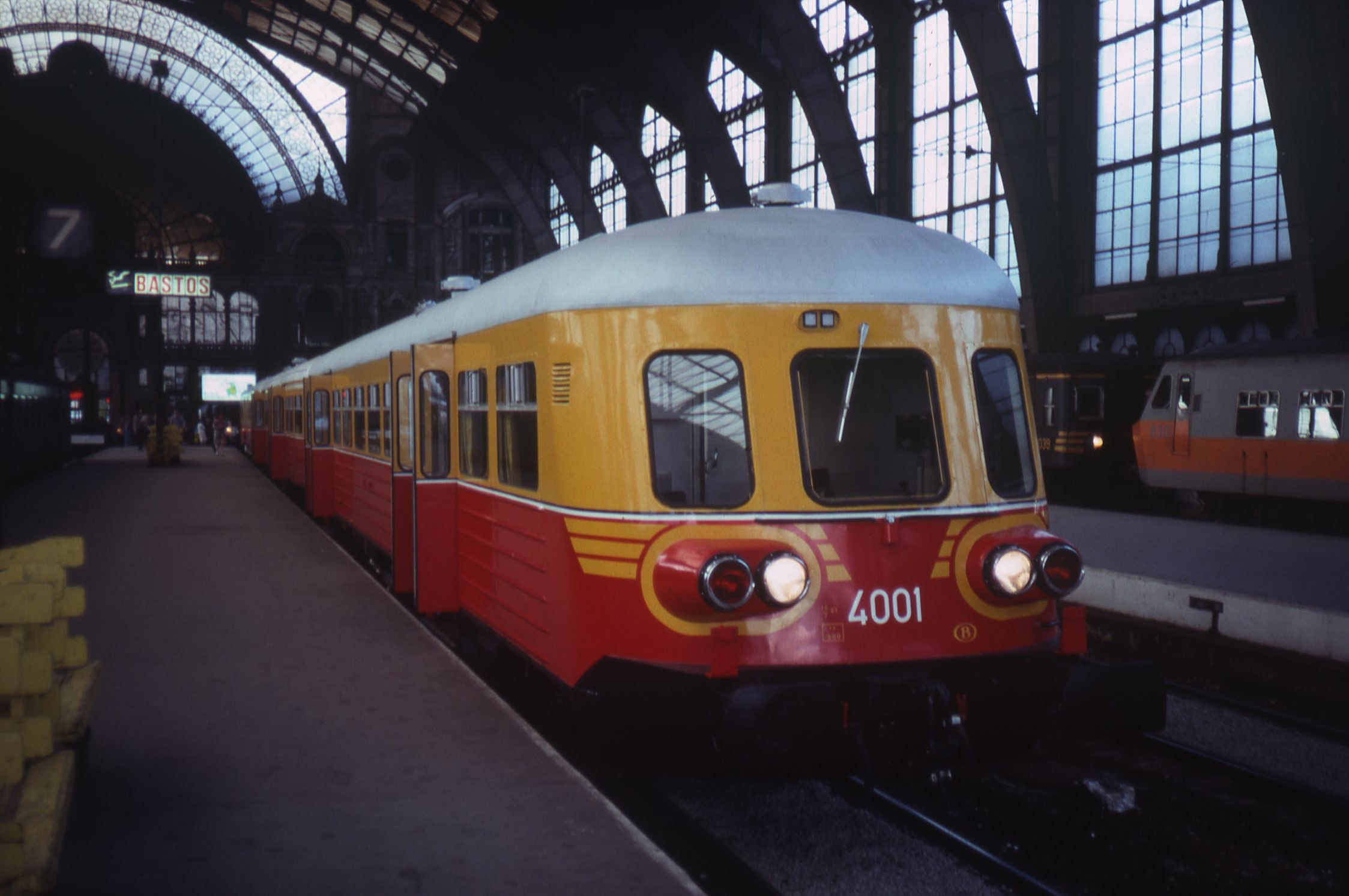
Le même 4001 du temps de sa splendeur, en gare d'Anvers-Central.

## Matériel préservé
- Deux d'entre eux survivent au chalumeau après ce retrait du service :
- le 4006 a été conservé par le patrimoine historique de la SNCB, et est depuis 2013 en gérance au PFT. Récupérer par la SNCB depuis 2021.
- le 4001 a été racheté par le CFV3V après sa réforme fin des années 1980. Il a officié longtemps sur les lignes de l'association (Mariembourg - Treignes et Mariembourg - Chimay) puis, après avoir été laissé avarié plusieurs années à l'air, il fut racheté par le PFT en 2003. Dans En Lignes (le bulletin de liaison de l'association) n° 104 du mois d'août 2011, il était indiqué que les moteurs du 4001 avait été relancés, et que c'était avec un certain soulagement qu'on avait pu constater leur bonne conservation. Toutefois, le manque de place oblige l'association à garer les deux remorques à l'extérieur avec de nombreuses fenêtres et soufflets brisés. L'association décide de s'en séparer en 2014 et faute de trouver un acquéreur, procède à sa démolition en 2017-2018.